# Xã Buffalo, Quận Morgan, Missouri
Xã Buffalo (tiếng Anh: Buffalo Township) là một xã thuộc quận Morgan, tiểu bang Missouri, Hoa Kỳ. Năm 2010, dân số của xã này là 2.112 người.